# ペーパークリップ (X-ファイルのエピソード)
「ペーパークリップ」（原題:Paper Clip）は『X-ファイル』のシーズン3第2話で、1995年9月29日にFOXが初めて放送した。なお、本エピソードは「ミソロジー」に属するエピソードである。また、本エピソードは1995年に自動車事故で亡くなった『X-ファイル』のファン、マリオ・マーク・ケネディに捧げられている。
本エピソードはシーズン2最終話「アナサジ」、シーズン3第1話「祈り」とともに3部作をなしている。

## スタッフ
- 監督:ロブ・ボウマン
- 脚本:クリス・カーター

## キャスト

### レギュラー
- デイヴィッド・ドゥカヴニー - フォックス・モルダー特別捜査官
- ジリアン・アンダーソン - ダナ・スカリー特別捜査官
- ミッチ・ピレッジ - ウォルター・スキナーFBI副長官

### ゲスト
- ウィリアム・B・デイヴィス - シガレット・スモーキング・マン
- レベッカ・トゥーラン - ティナ・モルダー
- フロイド・ウェスターマン - アルバート・ホスティン
- ニコラス・リー - アレックス・クライチェック
- ブルース・ハーウッド - ジョン・フィッツジェラルド・バイヤース
- トム・ブレイドウッド - メルビン・フロヒキー
- ディーン・ハグランド - リチャード・ラングリー
- ジョン・ネヴィル - ウェル・マニキュアード・マン
- ドン・S・ウィリアムズ - ファースト・エルダー
- シーラ・ラーケン - マーガレット・スカリー
- メリンダ・マックグロウ - メリッサ・スカリー
- レノ・ブリトス - ルイス・カーディナル
- ウォルター・ゴテル - ヴィクトール・クランパー博士

## ストーリー
モルダーのアパートで、スカリーとスキナーはお互いに銃口を向けていた。そこにモルダーがやって来て、スキナーに銃を降ろせと迫った。モルダーはテープを返却するように求めたが、スキナーは自分が証拠を持っていた方がいいとモルダーを説得する。
モルダーとスカリーはローン・ガンメンの事務所を訪れ、モルダーの父親であるビルがもっていた古い写真を3人に見せた。ローン・ガンメンは写真に、ナチスの協力者として悪名高い科学者、ヴィクトール・クランパーが映っていることに気が付いた。クランパーはペーパークリップ作戦によってアメリカに連行された科学者の一人でもあった。フロヒキーはスカリーの姉のメリッサの容態を知らせた。スカリーは病院にいる姉を見舞いたかったが、モルダーに「君は奴らに狙われている」と言われたため、それを断念せざるを得なくなった。
別人を狙撃してしまったとの一報に憤激したシンジケートの幹部たちは、シガレット・スモーキング・マンにMJファイルのテープを提出するように命じた。スモーキング・マンは翌日には持ってくると言って会合の場を後にした。その頃、モルダーとスカリーはクランパーの元を訪れ、写真の撮影場所がウェストバージニア州の廃鉱山であることを知る。2人が帰った後、クランパーはウェル・マニキュアード・マンに電話をかけ、モルダーが生きていることを伝えた。それを聞いたシンジケートのメンバーは戦慄し、スモーキング・マンに対する不信感をさらに強めた。
アルバート・ホスティーンはメリッサが入院する病院を訪れ、回復祈願の儀式を始める。彼はどうやってメリッサが銃撃されたと知ったのだろうか。
モルダーとスカリーはウェストバージニア州の廃鉱山を訪れ、建物の中でセキュリティが欠けられた扉を発見する。2人はカードキーでその扉を開け、大量の個人情報ファイルや、種痘の摂取記録と組織サンプルを見つける。モルダーはファイルの中から妹サマンサのデータを見つけた。それをよく調べてみると、そのファイルにはモルダー自身の情報が書き込まれる予定であったことが分かった。その頃、スキナーはスモーキング・マンに「自分が持つテープと引き換えにモルダーとスカリーの命を奪うのをやめろ」と取引を持ち掛けた。ところが、スモーキング・マンはかなり狼狽えた様子を見せながらもそれを拒否した。
物音が気になったモルダーが外に出ると、そこにはUFOが飛行していた。スカリーがファイルをチャックしていると、小さな生物が近くを横切る。そこに、重武装した兵士たちがやって来たため、2人はファイル保管庫から脱出しなければならなくなった。何とか逃げ切った2人はメリーランド州のレストランでスキナーと会う。スキナーは2人の身の安全とFBIでの勤務継続を条件に、テープをシンジケートに引き渡すと言った。当初、モルダーは難色を示したが、スカリーの説得もあって、その取引を行うことに同意した。その足でスキナーはメリッサのいる病院に向い、アルバートに出会う。アルバートから青い服を着た不審な男が外にいたと聞いたスキナーは、その男を追いかけ非常階段を駆け下りた。しかし、そこに待ち伏せしていたアレックス・クライチェックとルイス・カーディナルに殴られ、テープを奪われてしまった。
シンジケートはクライチェックの殺害を試みたが、失敗に終わった。幸運にも命を取り留めたクライチェックはスモーキング・マンに電話をかけ、「お前らの陰謀を世間に曝露してやる」と言った。スモーキング・マンはシンジケートの幹部たちに「スカリー暗殺犯は始末した。その時の爆発でテープも塵になってしまった。」と嘘の報告をする。その頃、モルダーとスカリーはクランパーの元を訪ねていたが、彼はウェル・マニキュアード・マンに始末されていた。マニキュアード・マンはビルと知り合いであると述べ、彼が人類の生存をかけて人々の遺伝子データを集める任務に就いていたことや、クランパーがそれを利用して人間とエイリアンの混血種を作り出そうとしていたこと、そしてビルが計画を外に漏らさないように、サマンサを人質にする必要があったことを告げる。
モルダーが母親のティナを問い詰めると、ビルがモルダーかサマンサのどちらか一人を人質として差し出すよう脅されたことを認め、悩み抜いた末にサマンサを引き渡したことを明かす。その頃、スキナーは自身のオフィスでスモーキング・マンに会っていた。スモーキング・マンからテープがないことを指摘されたスキナーは、部屋にアルバートを招き入れる。スキナーはアルバートを含めた21人のナバホ・インディアンがテープの中身を記憶していることを説明し、モルダーとスカリーに何かあれば内容を公表すると脅迫する。スモーキング・マンははったりである可能性を疑いつつも、スキナーの要求を呑んだ。
モルダーはメリッサを見舞いに病院へ行くが、そこにいたスカリーからメリッサが数時間前に亡くなったことを知らされる。モルダーはスカリーに「陰謀の真実は今でもX-ファイルの中に眠っている。」と言った。スカリーは「私も真実の一端に触れた。今、私が欲しいのは「答え」よ。」と返す。

## 製作
スカリーに目撃された小型エイリアンは8歳から9歳の子役が演じた。また、モルダーがUFOを目撃するシーンは、クレーンを使って光源を上方向に動かすことで撮影された。本エピソードでは扉を開ける暗証番号としてネイピア数が使用されたが、劇中で使われた数値「27828」は実際の数値「27182」とは異なるものである。
劇中に登場した鉱山の名前は、ドイツからアメリカに移住した科学者ウペルトゥス・シュトルークホルトにちなんでつけられた。また、ブリティッシュコロンビア州のブリタニア・ビーチにあるB.C.鉱業博物館が鉱山会社の建物として使用された。
ヴィクトール・クランパーもシュトルークホルトをモデルにキャラクターが構築された。放送後、ナチス政権下での迫害から逃れるためにアメリカ合衆国に逃れてきたユダヤ系科学者の中に同姓同名の人物がいたことが判明した。
モルダーが父親の残した写真という謎に立ち向かっていくというアイデアは『スター・ウォーズ』のルーク3部作からの借用で、モルダーの両親が2人の子供のうちどちらを差し出すべきか苦悩するというアイデアは『ソフィーの選択』を参考にした。
本エピソードには、不吉なことが起こる前兆として、白いバッファローが産まれるというシーンがある。しかし、ナバホ族の伝承にそのような話はなく、この場面はクリス・カーターが白いバッファローが誕生したというニュースを新聞で目にした瞬間に思い描いたイメージに由来する。カーターは「白いバッファローのイメージがあまりに魅力的だったものだから、ナバホ族の神話にそんなものがないということすら忘れてしまった。」と述べている。

## 分析
ジャン・デラサラは「「ペーパークリップ」、「731」、「二世」のようなエピソードは世間が科学に対して抱いている信頼が揺らぎつつあることを示している。」「近年、生命を作り出そうとしている傲慢な科学者たちがいる。そうした科学者によって、市民は科学に対する信頼を急速に失いつつある。それを直接的に表現したのが『X-ファイル』というテレビドラマだった。」と述べている。また、「『X-ファイル』に登場する科学者のほぼすべてが古くから存在する悪と結びついた形で登場する。ただ一人の例外はスカリー捜査官である。」「「ペーパークリップ」では物語が進むにつれて、クランパーは典型的な「マッド・サイエンティスト」として描写される。」とも述べている。。

## 評価
1995年9月29日、FOXは本エピソードを初めてアメリカで放映し、1720万人の視聴者を獲得した。
本エピソードは批評家から非常に高く評価された。中には、本エピソードをシリーズ最高の出来栄えであると評価する者もいた。『エンターテインメント・ウィークリー』は本エピソードにA-評価を下し、「際立ったエピソードだ。」「エイリアンを目撃したにも拘らず、スカリーがエイリアンの存在を認めようとしなかったのは、むしろ非理性的である。」と述べている。『A.V.クラブ』のトッド・ヴァンデルワーフは本エピソードにA+評価を下し、「実際に起きた世界史上の出来事（ペーパークリップ作戦と冷戦中の西側諸国の動き）と架空の陰謀が並行していることに「ペーパークリップ」の強みがある。」「共産主義の嵐から自国を守るためにアメリカ合衆国をはじめとした西側諸国は団結した。これによって、多くの市民たちは自由に生きるためにかかるコストについてじっくりと考えようとした。しかし、十分に考え抜いたのは、ほんの一握りの人間に過ぎなかった。」と述べている。『デン・オブ・ギーク』のニーナ・ソルディは「アナサジ」・「祈り」・「ペーパークリップ」の3部作を「『X-ファイル』のエピソードトップ10」の2位に選出し、「3部作のストーリーはそれ以降に展開される「ミソロジー」の土台をなしている。」「後続の物語により大きな意味合いを持たせたエピソード群だ。」と評している。
フランク・スポットニッツは「私はあのエピソードが大好きだ。プロットにはハラハラさせられた。視聴者の中には展開が早いと感じた人もいるだろう。しかしながら、私の考えでは、視聴者は番組のすべてを理解しなくてもいい場合があると思う。ロケットのように速いスピードで物語が展開される方が盛り上がると思う。視聴者全員がドゥカヴニーとアンダーソンの演技、ボウマンの演出、カーターの脚本の流れに入っている。『X-ファイル』ではすべての要素に恐怖を感じるんだ。」と述べている。ロブ・ボウマンは「撮影が終了したとき、このエピソードを最高のものにすることに全身全霊を振り絞っていた。」と述べている。ミッチ・ピレッジは本エピソードをシリーズ最高傑作に位置付け、「スモーキング・マンに「この下衆野郎(pucker up and kiss my ass)」と言うシーンがよかった。気に入っている台詞の一つだ。」と述べている。なお、ピレッジは『X-ファイル』関連のイベントに出席した際に、ファンサービスとしてこのセリフをよく口にする。